# توتال فوتبال

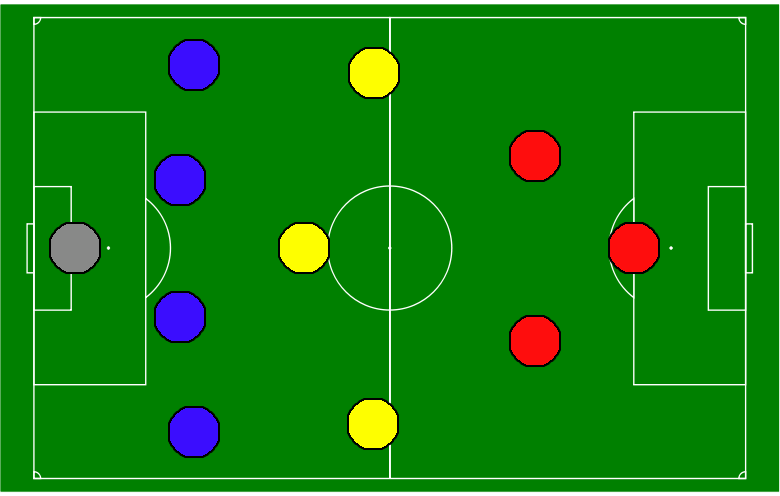
نمایی از سیستم توتال فوتبال

توتال فوتبال (به هلندی: Totaalvoetbal) یا فوتبال شناور سیستمی است در ورزش فوتبال که در آن اگر بازیکنی از پست خود خارج شود، یک بازیکن هم‌تیمی جای او را پر می‌کند و به این ترتیب ساختار از پیش سازمان‌دهی شده اعاده می‌گردد.
در این سیستم شناور که هیچ بازیکنی در نقش از پیش معین شده خود ثابت نمی‌ماند , هرکس می‌تواند به تناوب مهاجم، هافبک یا مدافع باشد.
رینوس میشل نخستین شخصی بود که این سیستم را در میانه‌های قرن بیستم در تیم ملی هلند به کار گرفت. تیم ملی هلند با این سیستم به نیرومندترین تیم فوتبال دهه ۱۹۷۰ تبدیل شد. یوهان کرایف کاپیتان هلند و آژاکس در دهه ۱۹۷۰ نقش محوری در تکامل این سیستم داشت. هرچند پست کرایف در اصل هافبک تهاجمی بود اما او در تمام نقاط زمین بازی می‌کرد و به عنوان نخستین بازیکن واقعی توتال فوتبال شهرت یافت. کرایف این سیستم را در مدت هشت سال مربیگریش (از ۱۹۸۸ تا ۱۹۹۶) در تیم بارسلونا ی آن زمان، مشهور به تیم رویایی، به کار بست و تاثیر عظیمی بر روند و فلسفهٔ فوتبال این باشگاه و به طور کلی فوتبال اسپانیا پس از آن تاریخ گذاشت. از دیگر مربیانی که پیرو این فلسفهٔ فوتبالی هستند می توان به  یوهان کرایف، پپ گواردیولا و لوئیس انریکه اشاره کرد.